# Tilt Ya Head Back
Tilt Ya Head Back, est un single du rappeur américain Nelly en duo avec la chanteuse Christina Aguilera.

## Information, Composition
C'est un sample de la chanson Superfly de Curtis Mayfield.

## Clip
Le directeur de la vidéo est Little X. Le clip reprend quelques éléments de l'époque, tels que les voitures, les costumes, les décors... Côté image, Christina s'inspire de Marilyn Monroe.

## Interprétation en direct vocale & danse
2004 : MTV Video Music Award

## Classement dans les charts
| Pays (2004)                                        | Position |
| -------------------------------------------------- | -------- |
| États-Unis - Billboard Hot 100                     | 58       |
| États-Unis - Billboard Top 40 Mainstream           | 26       |
| États-Unis - Billboard Top 40 Tracks               | 28       |
| Australie - Australian ARIA Singles Chart          | 5        |
| Autriche - Austrian Singles Chart                  | 42       |
| Canada - Canadian Singles Chart                    | 27       |
| Danemark - Danish Singles Chart                    | 8        |
| Grèce - Greek Singles Top 50                       | 16       |
| Pays-Bas - Dutch Top 40                            | 16       |
| Allemagne - German Singles Chart                   | 27       |
| Irlande - Irish Singles Chart                      | 12       |
| Nouvelle-Zélande - New Zealand RIANZ Singles Chart | 4        |
| Suisse - Swiss Singles Chart                       | 16       |
| Royaume-Uni - UK Singles Chart                     | 5        |

## Certification
États-Unis digital certification :  Or